# Liste der Kulturdenkmäler in Woldert
In der Liste der Kulturdenkmäler in Woldert sind alle Kulturdenkmäler der rheinland-pfälzischen Ortsgemeinde Woldert aufgeführt. Grundlage ist die Denkmalliste des Landes Rheinland-Pfalz (Stand: 9. Februar 2023).

## Einzeldenkmäler
| Bezeichnung | Lage                              | Baujahr         | Beschreibung                                                                                        | Bild            |
| ----------- | --------------------------------- | --------------- | --------------------------------------------------------------------------------------------------- | --------------- |
| Wohnhaus    | Hilgert, Dorfstraße 27 Lage       | 18. Jahrhundert | Fachwerkhaus einer Hofanlage, teilweise massiv, 18. Jahrhundert                                     | Fotos hochladen |
| Hofanlage   | Woldert, Höhenweg 28 Lage         | 19. Jahrhundert | Hofanlage, 19. Jahrhundert; Fachwerkhaus, teilweise verschiefert, Fachwerkscheune, teilweise massiv | Fotos hochladen |
| Wohnhaus    | Woldert, Steimeler Straße 12 Lage | 18. Jahrhundert | Fachwerkhaus, teilweise massiv und verschiefert, wohl aus dem 18. Jahrhundert                       | BW              |